# لوثر غوليك (عالم سياسة)
لوثر غوليك (بالإنجليزية: Luther Gulick)‏ هو عالم سياسة أمريكي، ولد في 17 يناير 1892 في أوساكا في اليابان، وتوفي في 10 يناير 1993 في والدن في الولايات المتحدة.